# Skæringsten
Der Skæringsten ist ein 1996 bei Erdarbeiten nördlich von Skæring in Jütland in Dänemark gefundener Findling von etwa 86 Tonnen Gewicht. 

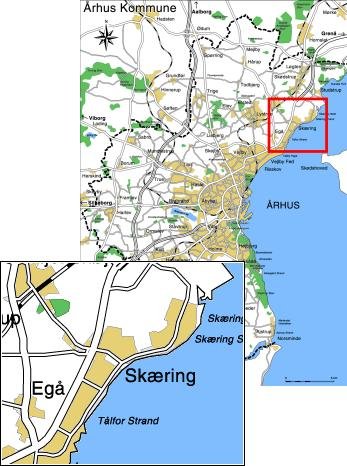
Lage von Skæring

Der Stein lag etwa vier Meter unter dem Bodenniveau. Er wurde ausgegraben und zu seiner aktuellen Position gebracht, wo er die gleiche Ausrichtung hat, wie er sie im Boden hatte. Der Stein ist etwa 5,0 Meter lang, 4,0 Meter breit und 3,0 Meter hoch.
Der Stein ist ein Granit mit folgender Zusammensetzung:
- etwa 40 % rosa Kalifeldspat
- etwa 30 % grauer Quarz
- etwa 25 % weißer Feldspat
- etwa  5 % schwarzer Biotit

Die Biotitfahnen sind parallel orientiert. Das gibt dem Gestein eine ebene Struktur, die man an der südwestlichen und nordöstlichen Ecke des Steins sehen kann. Die Parallelstruktur hat an beiden Ecken des Steins unterschiedliche Richtungen, da der Stein vor mehr als 1 Milliarde Jahren gefaltet und plastisch verformt wurde. Ein grobkörniger Granit verläuft durch die linke Seite des Steins.